# 簑輪幸代
簑輪 幸代（みのわ さちよ、1942年4月5日 - ）は日本の弁護士、政治家。元衆議院議員（日本共産党公認、2期）。元日本共産党中央委員会委員。夫は同じく弁護士の簑輪弘隆。

## 来歴
愛知県名古屋市出身。中央大学法学部を卒業後、司法修習生時代に日本共産党へ入党。弁護士となってからは、夫・弘隆と共に岐阜県岐阜市内に法律事務所を開設する。
1974年の参院選で岐阜県選挙区から出馬するも落選するが、1980年の衆院選で旧岐阜1区から立候補し初当選、岐阜県初の共産党衆議院議員となった。以後衆議院議員を2期務める。

## 政歴
- 1974年 第10回参議院議員通常選挙 岐阜県選挙区 落選
- 1980年 第36回衆議院議員総選挙 岐阜1区 当選
- 1983年 第37回衆議院議員総選挙 岐阜1区 当選
- 1986年 第38回衆議院議員総選挙 岐阜1区 落選
- 1990年 第39回衆議院議員総選挙 岐阜1区 落選　直後に政界引退。

## 主著
- 『ピュアな心で』（学習の友社、1988年11月）